# Grande Prêmio da Rússia de 2020
O Grande Prêmio da Rússia de 2020 (formalmente denominado Formula 1 VTB Russian Grand Prix 2020) foi a décima etapa do Campeonato Mundial de 2020 da Fórmula 1. Foi disputada em 27 de setembro de 2020 no Circuito de Sochi, em Sochi, Krai de Krasnodar, Rússia.A corrida marcou o recorde de Kimi Räikkönen como maior número de largadas: 322 igualando Rubens Barrichello.

## Relatório

### Treino Classificatório

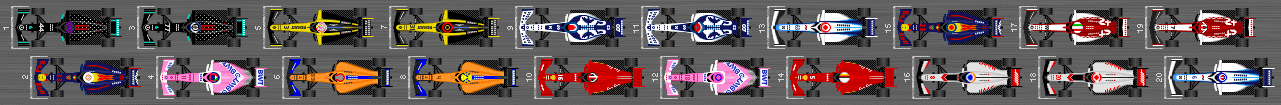
Grid de Largada

Q1
Q2
Q3

### Corrida

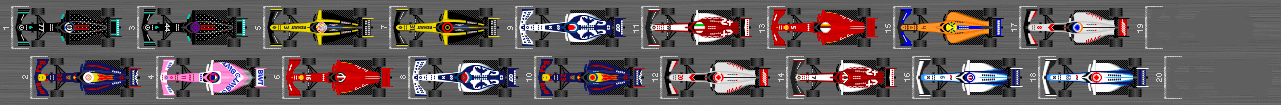
Resultado da Corrida

Na largada Carlos Sainz escapou e bateu na Curva 1, e logo após Sérgio Perez rodou e bateu, causando um Safety Car.
Logo após do SC sair da pista, Hamilton sofreu uma punição de 10 segundos (que foi paga durante a troca de pneus) por treinar largada antes do início da corrida em lugar não autorizado. Após pagar a punição, Hamilton fez várias ultrapassagens e terminou em terceiro. Com a punição de Hamilton, seu companheiro de equipe Valtteri Bottas venceu e Max Verstappen ficou em segundo. 
Fato interessante: a Williams (que na época tinha o pior carro do grid) chegou a brigar com a Red Bull de Albon e a McLaren restante de Norris.

## Pneus
| Nome do composto | Cor | Banda de rolamento | Condições de Tempo | Dry Type                           | Aderência       | Longevidade   |
| ---------------- | --- | ------------------ | ------------------ | ---------------------------------- | --------------- | ------------- |
| Macio (C5)       |     | Slick (P Zero)     | Seco               | Soft                               | Mais aderência  | Menos durável |
| Médio (C4)       |     | Slick (P Zero)     | Seco               | Medium                             | Médio           | Médio         |
| Duro (C3)        |     | Slick (P Zero)     | Seco               | Hard                               | Menos aderência | Mais durável  |
| Intermediário    |     | Sulcos (Cinturato) | Molhado            | Intermediate (água não estagnante) | —               | —             |
| Chuva            |     | Sulcos (Cinturato) | Molhado            | Wet (água estagnante)              | —               | —             |

| Escolhas de Pneus de cada piloto para o GP da Rússia: | Escolhas de Pneus de cada piloto para o GP da Rússia: | Escolhas de Pneus de cada piloto para o GP da Rússia: | Escolhas de Pneus de cada piloto para o GP da Rússia: | Escolhas de Pneus de cada piloto para o GP da Rússia: | Escolhas de Pneus de cada piloto para o GP da Rússia: |
| ----------------------------------------------------- | ----------------------------------------------------- | ----------------------------------------------------- | ----------------------------------------------------- | ----------------------------------------------------- | ----------------------------------------------------- |
| Nº                                                    | Pilotos                                               | Equipe(s)                                             | Duro                                                  | Médio                                                 | Macio                                                 |
| 44                                                    | Lewis Hamilton                                        | Mercedes                                              |                                                       |                                                       |                                                       |
| 77                                                    | Valtteri Bottas                                       | Mercedes                                              |                                                       |                                                       |                                                       |
| 5                                                     | Sebastian Vettel                                      | Ferrari                                               |                                                       |                                                       |                                                       |
| 16                                                    | Charles Leclerc                                       | Ferrari                                               |                                                       |                                                       |                                                       |
| 23                                                    | Alexander Albon                                       | Red Bull-Honda                                        |                                                       |                                                       |                                                       |
| 33                                                    | Max Verstappen                                        | Red Bull-Honda                                        |                                                       |                                                       |                                                       |
| 3                                                     | Daniel Ricciardo                                      | Renault                                               |                                                       |                                                       |                                                       |
| 31                                                    | Esteban Ocon                                          | Renault                                               |                                                       |                                                       |                                                       |
| 8                                                     | Romain Grosjean                                       | Haas-Ferrari                                          |                                                       |                                                       |                                                       |
| 20                                                    | Kevin Magnussen                                       | Haas-Ferrari                                          |                                                       |                                                       |                                                       |
| 55                                                    | Carlos Sainz Jr.                                      | McLaren-Renault                                       |                                                       |                                                       |                                                       |
| 4                                                     | Lando Norris                                          | McLaren-Renault                                       |                                                       |                                                       |                                                       |
| 11                                                    | Sergio Pérez                                          | Racing Point-Mercedes                                 |                                                       |                                                       |                                                       |
| 18                                                    | Lance Stroll                                          | Racing Point-Mercedes                                 |                                                       |                                                       |                                                       |
| 7                                                     | Kimi Raikkonen                                        | Alfa Romeo Racing-Ferrari                             |                                                       |                                                       |                                                       |
| 99                                                    | Antonio Giovinazzi                                    | Alfa Romeo Racing-Ferrari                             |                                                       |                                                       |                                                       |
| 10                                                    | Pierre Gasly                                          | AlphaTauri-Honda                                      |                                                       |                                                       |                                                       |
| 26                                                    | Daniil Kvyat                                          | AlphaTauri-Honda                                      |                                                       |                                                       |                                                       |
| 6                                                     | Nicholas Latifi                                       | Williams-Mercedes                                     |                                                       |                                                       |                                                       |
| 63                                                    | George Russell                                        | Williams-Mercedes                                     |                                                       |                                                       |                                                       |

## Resultados

### Treino Classificatório
| Pos.                     | Nº | Piloto             | Construtor            | Q1       | Q2       | Q3       | Grid |
| ------------------------ | -- | ------------------ | --------------------- | -------- | -------- | -------- | ---- |
| 1                        | 44 | Lewis Hamilton     | Mercedes              | 1:32.983 | 1:32.835 | 1:31.304 | 1    |
| 2                        | 33 | Max Verstappen     | Red Bull Racing-Honda | 1:33.630 | 1:33.157 | 1:31.867 | 2    |
| 3                        | 77 | Valtteri Bottas    | Mercedes              | 1:32.656 | 1:32.405 | 1:31.956 | 3    |
| 4                        | 11 | Sergio Pérez       | Racing Point-Mercedes | 1:33.704 | 1:33.038 | 1:32.317 | 4    |
| 5                        | 3  | Daniel Ricciardo   | Renault               | 1:33.650 | 1:32.218 | 1:32.364 | 5    |
| 6                        | 55 | Carlos Sainz Jr.   | McLaren-Renault       | 1:33.967 | 1:32.757 | 1:32.550 | 6    |
| 7                        | 31 | Esteban Ocon       | Renault               | 1:33.557 | 1:33.196 | 1:32.624 | 7    |
| 8                        | 4  | Lando Norris       | McLaren-Renault       | 1:33.804 | 1:33.081 | 1:32.847 | 8    |
| 9                        | 10 | Pierre Gasly       | AlphaTauri-Honda      | 1:33.734 | 1:33.139 | 1:33.000 | 9    |
| 10                       | 23 | Alexander Albon    | Red Bull Racing-Honda | 1:33.919 | 1:33.153 | 1:33.008 | 151  |
| 11                       | 16 | Charles Leclerc    | Ferrari               | 1:34.071 | 1:33.239 | —        | 10   |
| 12                       | 26 | Daniil Kvyat       | AlphaTauri-Honda      | 1:33.511 | 1:33.249 | —        | 11   |
| 13                       | 18 | Lance Stroll       | Racing Point-Mercedes | 1:33.852 | 1:33.364 | —        | 12   |
| 14                       | 63 | George Russell     | Williams-Mercedes     | 1:34.020 | 1:33.583 | —        | 13   |
| 15                       | 5  | Sebastian Vettel   | Ferrari               | 1:34.134 | 1:33.609 | —        | 14   |
| 16                       | 8  | Romain Grosjean    | Haas-Ferrari          | 1:34.592 | —        | —        | 16   |
| 17                       | 99 | Antonio Giovinazzi | Alfa Romeo-Ferrari    | 1:34.594 | —        | —        | 17   |
| 18                       | 20 | Kevin Magnussen    | Haas-Ferrari          | 1:34.681 | —        | —        | 18   |
| 19                       | 6  | Nicholas Latifi    | Williams-Mercedes     | 1:35.066 | —        | —        | 201  |
| 20                       | 7  | Kimi Räikkönen     | Alfa Romeo-Ferrari    | 1:35.267 | —        | —        | 19   |
| Regra dos 107%: 1:39.141 |    |                    |                       |          |          |          |      |
| Fonte:                   |    |                    |                       |          |          |          |      |

Notas

### Corrida
| 1                                                                   | 77 | Valtteri Bottas    | Mercedes              | 53 | 1:34:00.364 | 3  | 251 |
| 2                                                                   | 33 | Max Verstappen     | Red Bull Racing-Honda | 53 | +7.729s     | 2  | 18  |
| 3                                                                   | 44 | Lewis Hamilton     | Mercedes              | 53 | +22.729s    | 1  | 15  |
| 4                                                                   | 11 | Sergio Pérez       | Racing Point-Mercedes | 53 | +30.558s    | 4  | 12  |
| 5                                                                   | 3  | Daniel Ricciardo   | Renault               | 53 | +52.065s    | 5  | 10  |
| 6                                                                   | 16 | Charles Leclerc    | Ferrari               | 53 | +1:02.186s  | 10 | 8   |
| 7                                                                   | 31 | Esteban Ocon       | Renault               | 53 | +1:08.006s  | 7  | 6   |
| 8                                                                   | 26 | Daniil Kvyat       | AlphaTauri-Honda      | 53 | +1:08.740s  | 11 | 4   |
| 9                                                                   | 10 | Pierre Gasly       | AlphaTauri-Honda      | 53 | +1:29.766s  | 9  | 2   |
| 10                                                                  | 23 | Alexander Albon    | Red Bull Racing-Honda | 53 | +1:37.860s  | 15 | 1   |
| 11                                                                  | 99 | Antonio Giovinazzi | Alfa Romeo-Ferrari    | 52 | + 1 volta   | 17 |     |
| 12                                                                  | 20 | Kevin Magnussen    | Haas-Ferrari          | 52 | + 1 volta   | 18 |     |
| 13                                                                  | 5  | Sebastian Vettel   | Ferrari               | 52 | + 1 volta   | 14 |     |
| 14                                                                  | 7  | Kimi Räikkönen     | Alfa Romeo-Ferrari    | 52 | + 1 volta   | 19 |     |
| 15                                                                  | 4  | Lando Norris       | McLaren-Renault       | 52 | + 1 volta   | 8  |     |
| 16                                                                  | 6  | Nicholas Latifi    | Williams-Mercedes     | 52 | + 1 volta   | 20 |     |
| 17                                                                  | 8  | Romain Grosjean    | Haas-Ferrari          | 52 | + 1 volta   | 16 |     |
| 18                                                                  | 63 | George Russell     | Williams-Mercedes     | 52 | + 1 volta   | 13 |     |
| Ret                                                                 | 18 | Lance Stroll       | Racing Point-Mercedes | 0  | Colisão     | 12 |     |
| Ret                                                                 | 55 | Carlos Sainz Jr.   | McLaren-Renault       | 0  | Colisão     | 6  |     |
| volta mais rápida: Valtteri Bottas (Mercedes) – 1:37.030 (volta 51) |    |                    |                       |    |             |    |     |
| Fonte:                                                              |    |                    |                       |    |             |    |     |

## Curiosidade
- Kimi Räikkönen iguala o maior número de largadas na Fórmula 1 ao lado de Rubens Barrichello (322).

## Voltas na Liderança
| Nº de Voltas | Piloto          | Voltas |
| ------------ | --------------- | ------ |
| 15           | Lewis Hamilton  | 1-15   |
| 38           | Valtteri Bottas | 16-53  |

## 2020DHLFastest Pit Stop Award

### Resultado
| 1      | 33 | Max Verstappen     | Red Bull-Honda            | 1.86 | 25 |
| 2      | 23 | Alexander Albon    | Red Bull-Honda            | 1.89 | 18 |
| 3      | 63 | George Russell     | Williams-Mercedes         | 2.00 | 15 |
| 4      | 6  | Nicholas Latifi    | Williams-Mercedes         | 2.45 | 12 |
| 5      | 26 | Daniil Kvyat       | AlphaTauri-Honda          | 2.47 | 10 |
| 6      | 5  | Sebastian Vettel   | Ferrari                   | 2.57 | 8  |
| 7      | 11 | Sergio Pérez       | Racing Point-Mercedes     | 2.66 | 6  |
| 8      | 99 | Antonio Giovinazzi | Alfa Romeo Racing-Ferrari | 2.67 | 4  |
| 9      | 10 | Pierre Gasly       | AlphaTauri-Honda          | 2.67 | 2  |
| 10     | 77 | Valtteri Bottas    | Mercedes                  | 2.79 | 1  |
| Fonte: |    |                    |                           |      |    |

### Classificação
| Tabela do DHL Fastest Pit Stop Award \| Pos \| Construtor \| Pontos \| \| --- \| ------------------------- \| ------ \| \| 1 \| Red Bull-Honda \| 293 \| \| 2 \| Mercedes \| 162 \| \| 3 \| Williams-Mercedes \| 154 \| \| 4 \| Alfa Romeo Racing-Ferrari \| 117 \| \| 5 \| Renault \| 74 \| \| 6 \| Ferrari \| 62 \| \| 7 \| AlphaTauri-Honda \| 55 \| \| 8 \| McLaren-Renault \| 49 \| \| 9 \| Racing Point-Mercedes \| 33 \| \| 10 \| Haas-Ferrari \| 1 \| |                           |        |
| Pos | Construtor                | Pontos |
| 1 | Red Bull-Honda            | 293    |
| 2 | Mercedes                  | 162    |
| 3 | Williams-Mercedes         | 154    |
| 4 | Alfa Romeo Racing-Ferrari | 117    |
| 5 | Renault                   | 74     |
| 6 | Ferrari                   | 62     |
| 7 | AlphaTauri-Honda          | 55     |
| 8 | McLaren-Renault           | 49     |
| 9 | Racing Point-Mercedes     | 33     |
| 10 | Haas-Ferrari              | 1      |

## Tabela do campeonato após a corrida
Somente as cinco primeiras posições estão incluídas nas tabelas.
| Pos | Piloto          | Pontos | Var     |
| --- | --------------- | ------ | ------- |
| 1   | Lewis Hamilton  | 205    | Estável |
| 2   | Valtteri Bottas | 161    | Estável |
| 3   | Max Verstappen  | 128    | Estável |
| 4   | Lando Norris    | 65     | Estável |
| 5   | Alexander Albon | 64     | Estável |

| Pos | Construtor            | Pontos |
| --- | --------------------- | ------ |
| 1   | Mercedes              | 366    |
| 2   | Red Bull Racing-Honda | 192    |
| 3   | McLaren-Renault       | 106    |
| 4   | Racing Point-Mercedes | 104    |
| 5   | Renault               | 99     |